# 沈樹本
沈樹本（1671年—1743年），字厚余，号操堂，晚号䑳翁，浙江湖州市歸安縣人，清朝翰林、詩人。
沈三曾子。康熙五十一年（1712年）壬辰科一甲第二名进士（榜眼），授翰林院编修。官至赞善。后以老乞养归，主安定书院多年，并以诗文撰述自娱。有《竹溪诗略》。《晚晴簃诗汇》录其作品。